# 葛子琴
葛 子琴（かつ しきん、男性、元文4年（1739年） – 天明4年5月7日（1784年6月24日））は、江戸時代中期の日本の漢詩人・篆刻家である。天賦の才を持った詩人と評され、一方篆刻では高芙蓉の高弟として活躍。
苗字は橋本氏、通称が貞元だったので橋本貞元と称された。名ははじめ湛また耽と称しのちに張、子琴は字、号は螙庵（とあん）、室号を御風楼・小園叟とした。本姓が葛城氏であったので中国風に修して葛子琴と名乗った。浪華の人。

## 略伝
代々医師の家系で、曽祖父の玄甫は細川忠興に医師として仕え、祖父の真相も同じく医師として摂津尼崎藩の4代藩主青山幸秀に仕えたが、青山氏が信濃飯山藩に移封するとき致仕して浪華に住んだ。父貞淳も医師となり浪華で開業する。子琴はこの父と母天野氏の間の長男として生まれるが、幼少の頃に両親ともに病没する。父の門弟碓井逸翁に養育され、菅甘谷の門下となり古文辞学を受け、その門人兄楽郊（えのらっこう）に詩文を学ぶ。同門に篠崎三島や岡公翼らがいる。20歳前後に上洛し医業を学び、高芙蓉の門下となり篆刻を学ぶ。逸翁に促されて帰坂。玉江橋畔に御風楼を構え、医と篆刻を生業とした。
明和元年（1764年）、詩文結社混沌詩社の創立メンバーとなり、京阪の文人墨客と交流する。とりわけ7歳年下の頼春水とは昵懇となり、春水は『在津紀事』の中で「子琴無ければ楽しまず」とさえ述べている。その詩才は天賦のもので詩韻や平仄などを自家薬籠中のものとし、詩作に滞ることは全くなかったという。擬唐詩に陥ることなく後の宋詩流行の魁となるような詩風だった。菅茶山はその『茶山先生行状』にて子琴の詩を絶賛している。
篆刻は芙蓉門の傑出した存在で芙蓉の正統を受け継ぎ、古色端麗な印風であった。同門の曽之唯がその『印籍考』に印賢と評し、大典顕常もその技を讚えている。門弟は京都に三雲仙嘯、浪華に赤松眉公などがいる。
笙や篳篥もよくし、文人らしく多芸であった。晩年は木村蒹葭堂に出入りし文雅な交わりを深めている。
天明4年4月に師の高芙蓉が江戸に没した僅か10日後、46歳で病没。妻大城氏との間に2男3女がいたが、篠崎三島や田中鳴門が養育し、長男は医業を継いだ。墓所は大阪市北区天満東寺町の曹洞宗宝樹山栗東寺にある。諡は檜園詩老といったという。

## 著作
- 『御風楼印譜』5冊
- 『螙庵先生印譜』
- 『葛子琴印譜』

- 『葛子琴詩抄』
- 『葛子琴詩』

### 校正
- 『北海先生詩抄』
- 『南海先生文集』

### 訳注・索引
- 『江戸詩人選集第六巻　葛子琴、中島棕隠』　
　水田紀久訳注、岩波書店、1993年、復刊2002年
- 西岡市祐編 『「葛子琴詩抄」「葛子琴詩」索引』 汲古書院、2005年